# آلبرتو الی
آلبرتو الی (ایتالیایی: Alberto Elli؛ زادهٔ ۹ مارس ۱۹۶۴) دوچرخه‌سوار اهل ایتالیا است. وی در مسابقات تور دو فرانس شرکت کرده است.